# حاجز معدني
الحاجز المعدني هي المواد المستخدمة في الدوائر الكهربائية لعزل أشباه الموصلات كيميائياً من الرقاقات المعدنية اللينة، مع الحفاظ على الربط الكهربائي بينهما، وهي من تطبيقات الطبقة الحاجزة.

## كيفية اختياره
يجب أن يكون المعدن المكون عالي التوصيل الكهربائي، مع الحفاظ على انخفاض الانتشارية. يجب أن يكون سمك الطبقة الحاجزة رقيقاً مثل أي نوع من أنواع الطبقات الحاجزة.
من المواد التي تستخدمم كحاجز معدني الكوبالت، والروثينيوم، والتنتالوم. كذلك يمكن استخدام السيراميك الموصل، مثل نيتريد التنتالوم، وأكسيد الإنديوم، ونيتريد التنجستن، ونيتريد التيتانيوم.